# Trí Chứng vương
Trí Chứng Vương (mất 514, trị vì 437–514) là vị quốc vương thứ 22 của Tân La, một trong Tam Quốc Triều Tiên. Ông được lịch sử nhớ đến như là một người đã tăng cường quyền lực của vương thất và biến Tân La thành một vương quốc tập trung quyền lực.
Giống như nhiều vị vua Tân La, Trí Chứng thừa hưởng dòng máu vương thất từ cả cha và mẹ. Cha ông là Cát văn vương (Galmunwang) Kim Tập Bảo (Kim Seup-bo), người là vương tôn của Nại Vật ni sư kim. Mẫu thân của ông là Điểu Sinh (Josaeng) phu nhân, con gái của Nột Kỳ ni sư kim.
Trí Chứng bắt đầu tiến trình cải cách luật pháp vào năm 502, khi ông ra lệnh cấm tục tuẫn táng. Năm 503, ông chính thức đặt tên vương quốc là Tân La (Silla, 新羅), vốn trước đó có nhiều tên và có nhiều cách viết khác nhau trong chữ Hán. Vào thời điểm đó, ông lấy tước hiệu là "vương"; trước đó ông mang tước hiệu bản địa Tân La là ma lập can (maripgan).
Trí Chứng Vương tiếp tục cải cách vào những năm tiếp theo, với các cuộc cải cách về lễ phục vào năm 504 và cai quản địa phương năm 505. Trong đó, ông đã hợp nhất lãnh thổ cũ của Tất Trực Quốc (Siljik-guk) vào hệ thống hành chính Tân La. Ông cho lập một chợ ở phía đông kinh đô Gyeongju năm 509. Năm 512, ông cử Kim Dị Tư Phu (Kim Isabu) đi chinh phục đảo quốc trên đảo Ulleung là Vu San Quốc (Usan-guk).
Sau khi qua đời, Trí Chứng Vương được phong miếu hiệu, là tên đang được đề cập trong bài viết. Ông là vua Tân la đầu tiên có miếu hiệu.

## Gia đình
- Phụ thấn: Kim Tập Bảo (Kim Seup-bo), vương tôn của Nại Vật ni sư kim.
- Mẫu thân: Điểu Sinh (Josaeng) phu nhân, con gái của Nột Kỳ ni sư kim.
- Vương hậu: Diên Đế (Yeonje) phu nhân, họ Phác, con gái của Đăng Hân (Deungheun).
  - Thái tử: Pháp Hưng Vương
  - Thứ nam: Lập Tông cát văn vương Cừu Trân (Gujin)
  - Thứ nam: Kim Chân Tông (Kim Jinjong)
  - Công chúa: Phổ Hiền (Bohyeon) công chúa.